# Louis-Amédée Humbert
Pour les articles homonymes, voir Humbert.
Louis-Amédée Humbert (1814-1876) est un député protestataire français de la seconde moitié du XIXe siècle.

## Biographie
Louis-Amédée Humbert nait à Metz en Moselle, le 22 avril 1814. Fils d'un engagé volontaire de 1792, Louis-Amédée devient négociant en vins à Longeville en Moselle et juge suppléant au tribunal de commercer en 1847 puis juge titulaire en 1851. Il est élu conseiller municipal à Metz une première fois en 1843 et devient adjoint au maire en février 1848. Il est ensuite au retrait lors des élections constituantes puis est réélu au conseil en août mais démissionne après le coup d'état du 2 décembre 1851.  Il revient dans le conseil municipal en 1857 et y reste jusqu'en 1865 où il quitte la ville pour Metz, arrêtant son activité de négociant en 1863. Le 8 février 1871, Louis-Amédée Humbert est élu représentant à l'Assemblée nationale alors qu'il était présent sur quatre listes républicaines, et siège dans la Gauche républicaine de l'Assemblée de Bordeaux. Ayant voté contre les préliminaires de paix de la Guerre franco-allemande de 1870, il démissionne de l'Assemblée le 1re mars pour protester contre l'annexions de l'Alsace-Lorraine. Alors que la Moselle est annexé par l'Allemagne, il opte pour la nationalité française en 1872. Voulant rester en Lorraine, il s'installe à Nancy, où il est élu conseiller municipal en 1874. Il collabore au Courrier de la Meurthe-et-Moselle et plaide pour une « République conservatrice ».  
Louis-Amédée Humbert décède à Nancy, dans sa région natale, le 6 février 1876.
Nota le prénom d'Amédée ne figure pas à l'état civil sur son acte de naissance établi à Metz le 23 avril 1814 (AD57)

## Sources
- « Louis-Amédée Humbert », dans Adolphe Robert et Gaston Cougny, Dictionnaire des parlementaires français, Edgar Bourloton, 1889-1891 [détail de l’édition]